# Lucky Idahor
Issy Lucky Idahor (Benin City, 30 agosto 1980) è un ex calciatore nigeriano, di ruolo attaccante.

## Palmarès

### Club

#### Competizioni nazionali
- Coppa d'Ucraina: 1

Tavrija: 2009-2010